# Bill English (politikus)
Bill English (Lumsden, 1961. december 30. –) új-zélandi politikus, 2016. december 12. és 2017. október 26. között az ország miniszterelnöke.